# Шокленг (язык)
Шокленг (Aweikoma, Botocudos, Bugre, Xokleng) — язык семьи же, на котором говорит народ шокленг, населяющий районы вдоль притока реки Итажай в штате Санта-Катарина в Бразилии. На языке шокленг говорит около 760 человек (1998).